# Velika Buna
Velika Buna – wieś w Chorwacji, w żupanii zagrzebskiej, w mieście Velika Gorica. W 2011 roku liczyła 856 mieszkańców.